# Ламеція-Терме
Ламеція-Терме (італ. Lamezia Terme, сиц. Lamezia) — місто та муніципалітет в Італії, у регіоні Калабрія, провінція Катандзаро.
Ламеція-Терме розміщена на відстані близько 460 км на південний схід від Риму, 27 км на захід від Катандзаро.
Населення — 70 515 осіб (2014).

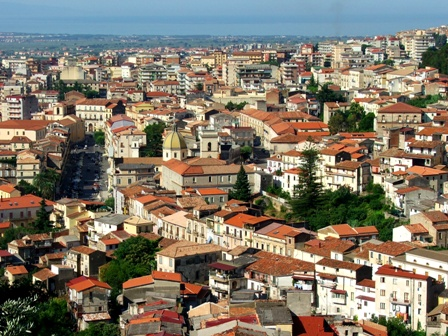

Щорічний фестиваль відбувається 29 червня. Покровитель — Святий Петро (San Pietro).

## Демографія
Населення за роками:

Станом на 1 січня 2023 року в муніципалітеті офіційно проживали 5024 іноземці з 87 країн, серед них 1002 громадяни країн Євросоюзу та 427 громадян України.

## Клімат
| LAMEZIA TERME                 | Місяці | Місяці | Місяці | Місяці | Місяці | Місяці | Місяці | Місяці | Місяці | Місяці | Місяці | Місяці | Пора | Пора | Пора | Пора | Рік  |
| LAMEZIA TERME                 | Січ    | Лют    | Бер    | Кві    | Тра    | Чер    | Лип    | Сер    | Вер    | Жов    | Лис    | Гру    | Зим  | Вес  | Літ  | Осі  | Рік  |
| ----------------------------- | ------ | ------ | ------ | ------ | ------ | ------ | ------ | ------ | ------ | ------ | ------ | ------ | ---- | ---- | ---- | ---- | ---- |
| Темп. макс. (°C)              | 13.8   | 14.2   | 15.9   | 17.8   | 21.9   | 25.9   | 28.6   | 29.2   | 26.9   | 23.0   | 18.6   | 15.2   | 14.4 | 18.5 | 27.9 | 22.8 | 20.9 |
| Темп. мін. (°C)               | 5.7    | 5.5    | 7.0    | 8.7    | 12.1   | 15.6   | 18.1   | 18.1   | 15.6   | 12.9   | 9.4    | 6.6    | 5.9  | 9.3  | 17.3 | 12.6 | 11.3 |
| Опади (мм)                    | 92     | 105    | 91     | 68     | 45     | 18     | 17     | 15     | 39     | 103    | 111    | 120    | 317  | 204  | 50   | 253  | 824  |
| Дні опадів (≥ 1 мм)           | 10     | 10     | 8      | 9      | 5      | 3      | 2      | 2      | 5      | 8      | 10     | 11     | 31   | 22   | 7    | 23   | 83   |
| Вологість повітря (%)         | 76     | 74     | 75     | 77     | 76     | 76     | 75     | 77     | 75     | 75     | 76     | 76     | 75.3 | 76   | 76   | 75.3 | 75.7 |
| Абсолютна геліофанія (години) | 3.5    | 4.5    | 5.2    | 6.0    | 7.6    | 9.2    | 10.0   | 9.5    | 7.8    | 6.0    | 4.6    | 3.7    | 3.9  | 6.3  | 9.6  | 6.1  | 6.5  |
| Роза вітрів (Вузлів)          | W 4.9  | W 4.7  | W 4.8  | W 5.0  | W 4.5  | W 4.4  | W 4.3  | W 4.2  | W 4.1  | E 4.1  | E 4.2  | W 4.8  | 4.8  | 4.8  | 4.3  | 4.1  | 4.5  |

## Сусідні муніципалітети
- Конфленті
- Куринга
- Фалерна
- Феролето-Антіко
- Джиццерія
- Маїда
- Мартірано-Ломбардо
- Ночера-Теринезе
- Платанія
- Сан-П'єтро-а-Маїда
- Серрастретта